# 가온북

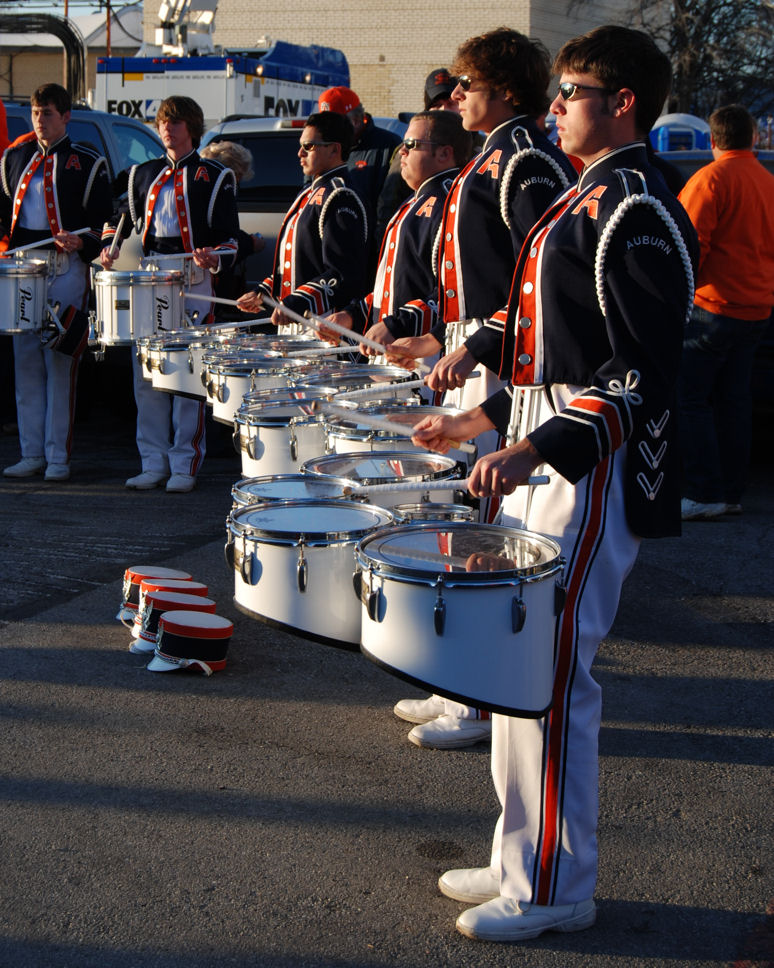

가온북(Tenor drum)은 큰북과 작은북의 중간의 북이며 작은북보다 조금 크고 몸통은 조금 더 길며 스네어는 없다. 북채는 보통 펠트로 만든 머리가 달린 것을 써서 보다 깊이 있는 음을 내나 오케스트라에 쓰이는 일은 드물다.